# 이파칭가 FC

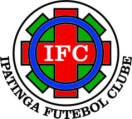

이파칭가 FC(Ipatinga Futebol Clube)는 브라질의 축구 클럽으로, 미나스제라이스주의 이파칭가를 본거지로 한다. 1998년 5월 21일에 설립되었다. 재정적인 문제로 2013년부터 2년간 일시적으로 베칭에서 활동하였으며, 구단명은 베칭 FC(Betim Futebol Clube)였다.

## 선수 명단

### 현역
참고: FIFA 자격 규정에 따라 소속된 국가대표팀 국기를 표시합니다. 선수는 복수의 FIFA 비회원국 국적을 가지고 있을 수 있습니다.
| 번호 | 포지션 | 국적 | 이름   |
| ---- | ------ | ---- | ------ |
| -    | DF     |      | 파블로 |

| 번호 | 포지션 | 국적 | 이름   |
| ---- | ------ | ---- | ------ |
| -    | FW     |      | 티아고 |

### 역대
틀:이파칭가 FC 선수 명단
틀:캄페오나투 미네이루 2부 리그